# Lago salgado

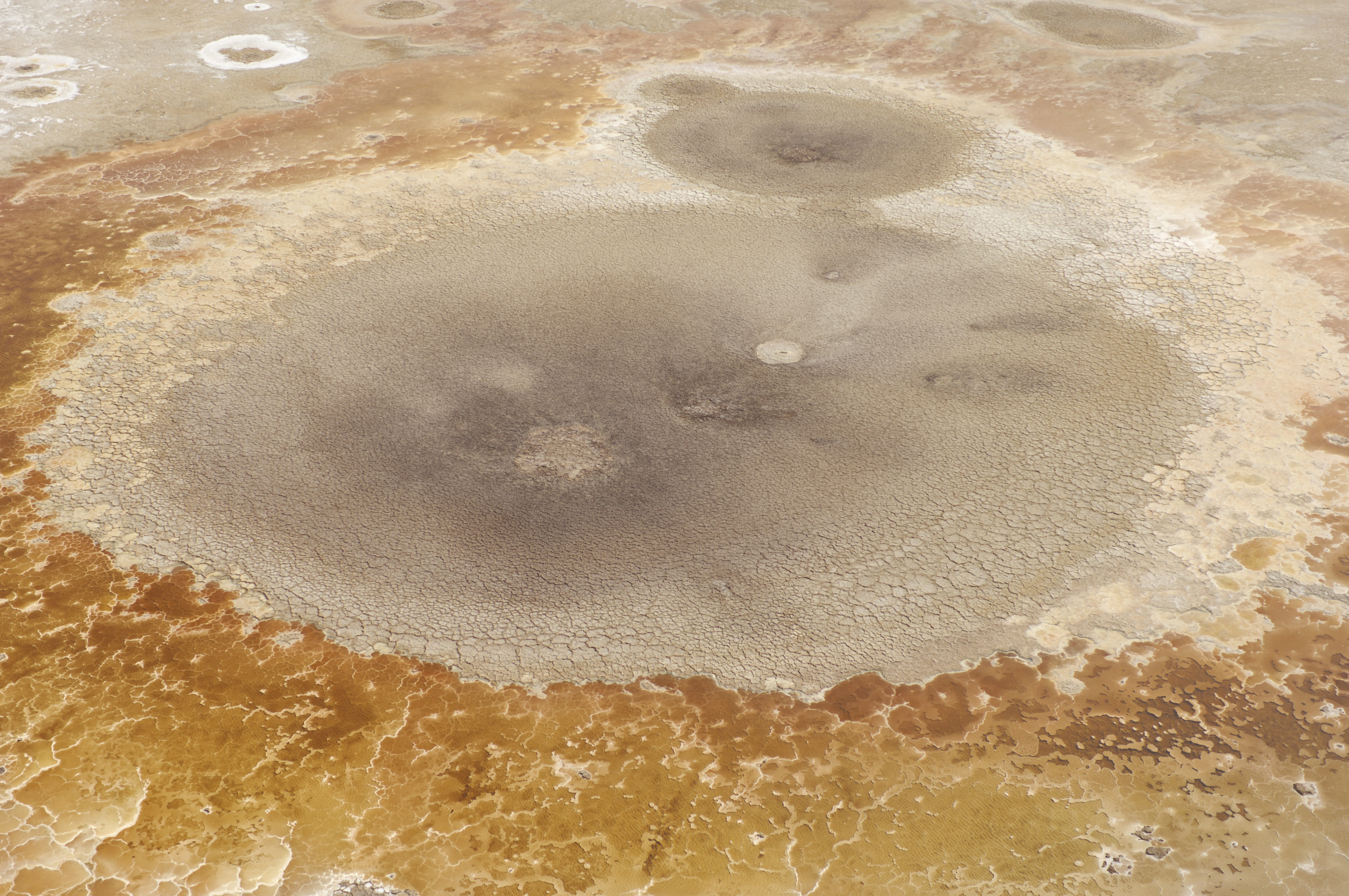
Formação salina tipo cratera na superfície do Mar Morto, tomada de um helicóptero a aproximadamente 120 m de altura.

Um lago salgado ou lago salino é um corpo isolado de água que tem uma concentração de sais (principalmente cloreto de sódio) e outros minerais significativamente maior que outros lagos (a condição de lago salgado costuma estabelecer-se em 3000 miligramas de sal por litro). Em alguns casos, os lagos salgados podem chegar a ter uma concentração de sal superior à água do mar.

## Exemplos
- Mar Cáspio, o maior lago do mundo;
- Mar Morto, com 300 gramas de sal por litro (dez vezes mais que os oceanos);
- Grande Lago Salgado, com salinidade variável conforme o nível das águas;
- Lago Mareotis
- Salar de Uyuni, com reserva de 10 bilhões de toneladas de sal;
- Mar de Aral, em processo de desertificação.